# Berstuk
Berstuk é o deus do mal da floresta na mitologia vêneda.